# Tigri (Delhi)
Tigri es una ciudad censal situada en el distrito de Delhi sur,  en el territorio de la capital nacional,  Delhi (India). Su población es de 46974 habitantes (2011). 

## Demografía
Según el censo de 2011 la población de Tigri era de 46974 habitantes, de los cuales 25407 eran hombres y 21567 eran mujeres. Tigri tiene una tasa media de alfabetización del 79,16%, inferior a la media estatal del 86,21%: la alfabetización masculina es del 87,09%, y la alfabetización femenina del 69,76%.